# Kalifornija
Kalifornija (eng. California) je savezna država na zapadu SAD-a, a proteže se uz obalu Tihog oceana i graniči s američkim saveznim državama Oregonom i Nevadom te meksičkom saveznom državom Baja California na poluotoku Donja Kalifornija. Glavni grad države je Sacramento. Los Angeles je najveći grad u Kaliforniji. 
Kalifornija graniči s Oregonom na sjeveru, Nevadaom i Arizonom na istoku, a s meksičkom državom Baja California na jugu. S 39,5 milijuna stanovnika, Kalifornija je najnaseljenija država u Sjedinjenim Državama i treća po veličini područja.
Ono što je danas Kalifornija najprije su naseljavali različita kalifornijska plemena prije što ih je istraživao niz europskih ekspedicija tijekom 16. i 17. stoljeća. Područje je postalo dijelom Meksika 1821. godine nakon uspješnog rata za samostalnost, ali je 1848. poslije Meksičko-američkog rata ustupljena Sjedinjenim Američkim Državama.

## Ime
Ime Kalifornija je mitskog porijekla. Španjolac Montalvo je 1510. objavio roman u kojem se spominje otok imena Kalifornija. Otok je prepun zlata, a nastanjuju ga prekrasne Amazonke kojom vlada kraljica Califia. Kada su 1535. vojnici Hernana Cortesa stigli u Baja Californiju, mislili su da je to otok i dali mu ime po Montalvovoj knjizi. 

## Okruzi
Kalifornija se sastoji od 58 okruga (counties).

## Gradovi
Od 1854. glavni grad Kalifornije je Sacramento. Najvažniji gradovi su Los Angeles, drugi po broju stanovnika grad u SAD-u, a s okolnim mjestima jedno od najvećih metropolitskih područja na svijetu, zatim San Francisco kao središte šireg naseljenog područja oko zaljeva San Francisca, Zaljevsko područje San Francisca. 
Drugi važni gradovi su San Diego, San Jose, Oakland, Santa Barbara, Ventura, Anaheim, Newport Beach i San Bernardino. Vidi Popis naselja u Kaliforniji.
| Pozicija | Grad          | Stanovništvo unutar gradskih granica | Površina u milja2 | Gustoća stanovništva po četvornoj milji | Okrug         |
| -------- | ------------- | ------------------------------------ | ----------------- | --------------------------------------- | ------------- |
| 1        | Los Angeles   | 3,976.071                            | 469,1             | 7.876,8                                 | Los Angeles   |
| 2        | San Diego     | 1,305.736                            | 324,3             | 3.771,9                                 | San Diego     |
| 3        | San Jose      | 945.000                              | 174,9             | 5.117,9                                 | Santa Clara   |
| 4        | San Francisco | 799.263                              | 46,7              | 16.634,4                                | San Francisco |
| 5        | Long Beach    | 491.564                              | 50,5              | 9.149,8                                 | Los Angeles   |
| 6        | Fresno        | 464.727                              | 104,4             | 4.097,7                                 | Fresno        |
| 7        | Sacramento    | 452.959                              | 97,2              | 4.189,2                                 | Sacramento    |
| 8        | Oakland       | 412.318                              | 56,1              | 7.126,6                                 | Alameda       |
| 9        | Santa Ana     | 351.697                              | 27,1              | 12.451,9                                | Orange        |
| 10       | Anaheim       | 345.317                              | 48,9              | 6.702,0                                 | Orange        |

## Zemljopis
Kalifornija leži na spoju dvije tektonske ploče, na tzv. jarku San Andreas, zbog čega su u cijeloj toj regiji potresi vrlo česti.
Dva velika planinska lanca prolaze Kalifornijom od sjeveroistoka ka jugozapadu: obalne planine na zapadu i Sierra Nevada na istoku. Time je zemlja podijeljena na šest dijelova koji se fizički razlikuju:
Između ta dva planinska lanca leže doline Sacramento i San Jaquin koje su dobile ime po dvije glavne rijeke i velike su oko 77.000 km².
Obalni pojas je velik oko 109.000 km², a rijeke koje njime protiču su kratke, izviru u planinskom području i najčešće njima voda teče samo u kišnom razdoblju. Najvažnije su Salinas koji utječe u ocean kod Montereya, Gayama ili, još češće zvana Santa Maria i Santa Ana.
Na istoku države je područje Sierra Nevada veliko oko 100,000 km². To se područje lagano spušta prema zapadu, a prema istoku strmo i surovo.
Dolina rijeke Klamath, velika oko 20,000 km² surova je i ispresijecana dubokim kanjonima.
Kalifornijski dio velikog bazena koji se nalazi između rijeka Columbije i Colorado s jedne i Sierra Nevade s druge strane je njegov istočni dio i velik je oko 50.000 km². To je isušeno i divlje razrovano područje gdje se u okrugu Inyo nalazi i Dolina smrti (Death Valley).
Klima je u Kaliforniji uz obalu mediteransko-suptropska, a u unutrašnjosti stepska. Područje najsjevernije obale je u oceanskoj klimi.

## Stanovništvo
Indijanci pripadaju skupinama plemena jezično označavani imenom Hokan, i nadalje porodicama Athapaskan, Penutian i grupama Shoshonean: Achomawi, Alliklik, Atsugewi, Bear River, Cahuilla, Chemehuevi, Chilula, Chimariko, Chumash, Coast Yuki (Ukhotno'm.), Costanoan (Ohlone), Cupeño, Diegueño (Kumeyaay), Esselen, Fernandeño, Gabrielino, Huchnom, Hupa, Juaneño, Kamia, Karok, Kato, Kawaiisu, Kitanemuk, Konomihu, Koso, Lassik, Luiseño, Maidu, Mattole, Miwok, Nicoleño, Nomlaki, Nongatl, Okwanuchu, Patwin, Pomo, Salinan, Serrano, Shasta, Sinkyone, Tolowa, Tübatulabal, Vanyume, Wailaki, Wappo, Whilkut, Wintu, Wiyot (Wikí, Wiyot, Batawat), Yahi, Yana, Yokuts, Yuki, Yurok.

## Hrvati u Kaliforniji
Hrvati su bili jedni od ključnih ljudi u kalifornijskom ribarstvu, vinogradarstvu i smokvarstvu.
Prve sadnice smokava je u Kaliforniju donio hrvatski iseljenik (iz austrijske carske pokrajine Dalmacije) Stjepan Mitrović 1883. godine, koji je iz rodnog kraja naručio dostavu tisuću sadnica smokava. Nekoliko godina poslije, njegovi proizvodi su ubirali nagrade na velikim izložbama u SAD-u. (v. Jutarnji list, 14. siječnja 2007., str. 26.)
U Kaliforniji živi Miljenko Grgić, rođen u naselju Desne u općini Kula Norinska, svjetski poznati vinar, koji je osnovao vinariju „Grgich Hills Cellar”, 2006. godine preimenovanu u „Grgich Hills Estate”. Studirao je vinarstvo na Poljoprivredno-šumarskom fakultetu u Zagrebu, a godine 1954. otišao na usavršavanje u inozemstvo, na kraju završivši u Kaliforniji, u regiji Napa Valley, poznatoj po vinogradima. 

## Zanimljivosti
"Kalifornija" ima u hrvatskom jeziku preneseno značenje, a označava bogati kraj, kraj gdje se dobro živi. Pritom se ne misli na rockefellersko bogatstvo, nego više u smislu "srednjeg i gornjeg srednjeg sloja" stanovnika, s time da nastambe u takvim predjelima, nisu neboderske, nego manje, obiteljske kuće s okućnicama. Također se za "Kaliforniju" predmnijeva da je u priobalnom području.